# Fridolin von Freythall
Fridolin von Freythall (Jakob Simbürger; * 12. Juli 1832 am Kirchschlagerhof in Pusterwald; † 12. November 1903 in Schöder) war ein Heimatdichter der Niederen Tauern. Er schrieb volkstümliche Erzählungen. Große Verbreitung fanden seine Novellen wie Das Hochgericht vom Birkachwald oder Katharina von Erlenbrunn, die verschollen sind.
Das Hochgericht im Birkachwald – Ein Lebens- und Kulturbild aus dem obersteirischen Murtale, nach wahren alten Begebenheiten, Graz 1929, von Jakob Simbürger (Pseudonym: Fridolin vom Freithall) 2. Auflage :
Der Bruckenbauer lebt im Hinterwinkel des Tales und ist ein leichtsinniger, arbeitsscheuer Keuschler. Seine beiden Söhne werden von ihm, entgegen dem Willen der frommen Mutter, verzogen und zeigen bald ähnlich schlechte Eigenschaften wie ihr Vater. Nachdem sie auf einem Volksfest eine Prügelei angezettelt haben, wird einer der Brüder – Lex – als Strafe zum Militär eingezogen. Nach Jahren kommt Lex in die Nähe seines Heimatortes, desertiert und ermordet den Kasperbauern, den er für seine Festnahme und Auslieferung zum Militär verantwortlich macht. Danach lebt Lex als Wilddieb und Bettler auf der Flucht vor den Behörden, während seine Mutter und sein inzwischen bekehrter Vater inbrünstig für ihn beten. Die Gebete scheinen Wirkung zu zeigen, denn sein Gewissen treibt ihn zum Passionsspiel in Oberzeiring, wo er sich durch lautes Schluchzen am Höhepunkt des Spiels verrät und festgenommen wird. Er gesteht und bereut seine Taten. Bereits am Galgen angekommen, wird er durch eine Entschließung Kaiserin Maria-Theresias begnadigt. Das Gnadengesuch wurde just von der Tochter des ermordeten Kasperbauern eingereicht, die nach dem Mord an ihrem Vater in ein Kloster eingetreten war.
Er hat, laut diesem Buch, sehr viel mit dem steirischen Literatenkreis zusammengearbeitet, dies steht im Vorwort, welches von Johann Andritsch verfasst wurde.
Fridolin von Freythall wurde 1856 zum Priester geweiht und war in Oberzeiring und an vielen anderen Orten als Kaplan tätig, bevor er in Schöder als Pfarrer und Dechant in den Ruhestand trat.
Die Bauwerke Armensünderkapelle und Galgen befinden sich beim Rastplatz der Straße zwischen Katzling und Unterzeiring.
Das Hochgericht im Birkachwald bei Unterzeiring (Oberkurzheim), mit dem Galgen und der Armensünderkapelle, wird 1574 urkundlich erwähnt. Dies weist darauf hin, dass die Liechtensteiner den Landrichter für das Hochgericht stellten.